# رونالد ماريانو
رونالد ماريانو (بالإنجليزية: Ronald Mariano)‏ هو سياسي أمريكي، ولد في 31 أكتوبر 1946 بكوينسي في الولايات المتحدة. حزبياً، نشط في الحزب الديمقراطي. وقد انتخب عضو مجلس نواب ماساتشوستس.